# Fort Tejon
Pour les articles homonymes, voir Tejón.
Le fort Tejon en Californie est un ancien avant-poste de l'armée des États-Unis qui est actif par intermittence du 24 juin 1854 au 11 septembre 1864. Il est situé dans le Grapevine Canyon (en) (La Cañada de las Uvas)  entre les montagnes San Emigdio (en) et les monts Tehachapi. Il est dans la région du col de Tejon (en) le long de l'Interstate 5 dans le comté de Kern, la route principale au travers de la chaîne de montagnes séparant le vallée centrale du bassin de Los Angeles et de la Californie du Sud. Le site du fort protège la vallée de San Joaquin du sud et de l'ouest.

## Objectif
La mission du fort est de supprimer le vol de bétail et de protéger les colons des attaques des Californios (habitants antérieurs à l'indépendance), des tribus  amérindiennes, dont les Païutes et les Mojaves, et de surveiller les Emigdianos moins agressifs vivant à proximité. Les Emigdianos, qui sont proches des Chumashs de la côte et des terres intérieures à l'ouest, ont plusieurs villages près du fort Tejon. Après les réduits indiens (en) de l'époque coloniale espagnole et mexicaine, ils sont généralement coopératifs avec les colons euro-américains et l'armée des États-Unis.

## Histoire

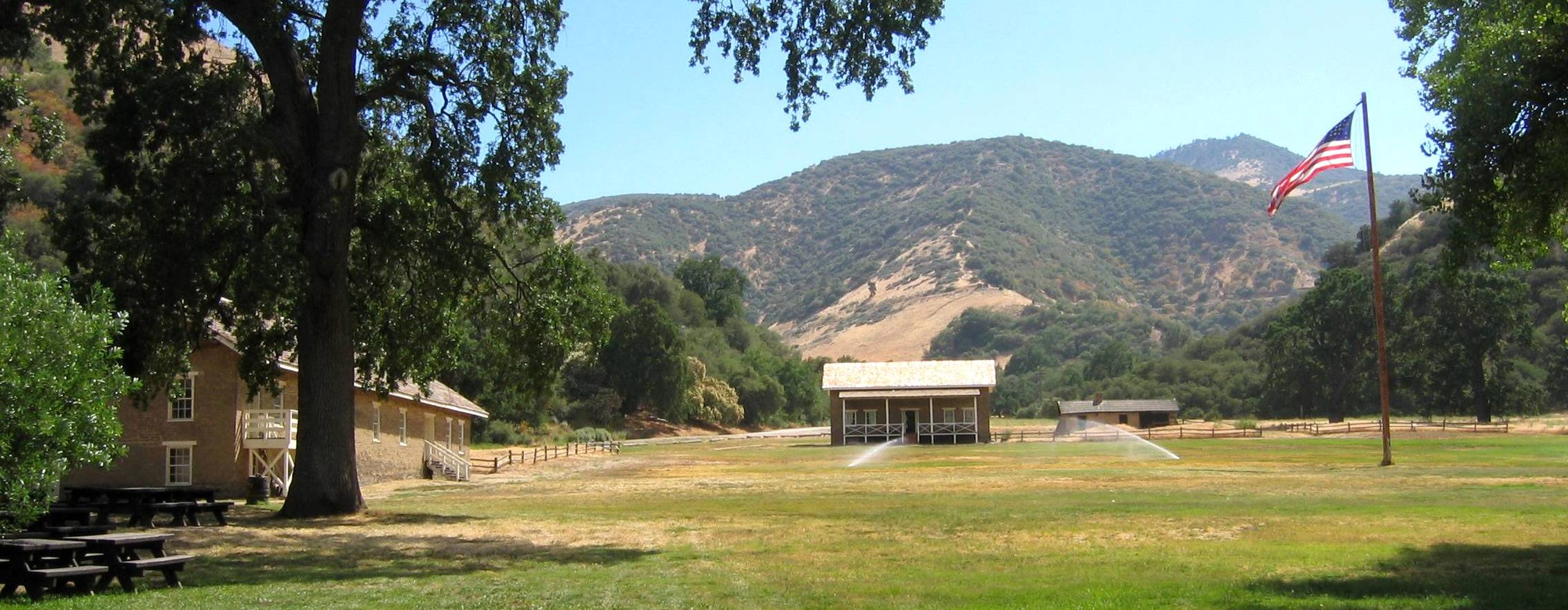
Place d'armes du fort Tejon, Californie, juin 2006. Les casernes restaurées sont sur la gauche et les quartiers de l'officier commandant sont au centre, à la droite et derrière des quartiers des officiers stabilisés mais non restaurés. Les clôtures soulignent les fondations des bâtiments qui n'ont pas encore été reconstruits.

Sur l'insistance d'Edward Fitzgerald Beale, surintendant des affaires indiennes en Californie, l'armée des États-Unis crée le fort Tejon en 1854. Le fort Tejon est le quartier général du 1st U.S. Dragoons jusqu'au transfert des troupes de l'armée régulière vers l'est en juillet 1861 peu après le déclenchement de la guerre de Sécession. Le fort est réoccupé par les troupes de volontaires de Californie en 1863. Ces unités comprennent les compagnies D, E et G du 2nd California Cavalry du 6 juillet au 17 août 1863 ; et la compagnie B du 2nd California Infantry, qui y reste jusqu'à l'abandon définitif le 11 septembre 1864.
Le fort est situé le long de la route de Stockton - Los Angeles (en). À partir de 1858, il est un relais de diligence de la Butterfield Overland Mail (en), qui suit la même route jusqu'à Visalia. De 1858, le fort Tejon est un terminus occidental de l'U.S. Camel Corps (en), qui utilise des chameaux importés dans un effort pour transporter du ravitaillement dans les régions arides du sud-ouest. Les soldats trouvent les chameaux robustes, mais caractériels, et ils effraient les chevaux utilisés par la cavalerie.
Le grand tremblement de terre de 1857, qui devient connu comme le séisme de fort Tejon en 1857 (en), est centré à 160 km de là. Le tremblement de terre est associé au fort par le nom parce que la région proche de l'épicentre est faiblement habitée. Le rapport le plus fiable de l'événement provient du fort, à 147 km de distance.

## Parc d'État historique du fort Tejon
Le parc d'État historique est répertorié sur le Registre national des lieux historiques. Ses bâtiments historiques d'origine sont documentés par l'étude des bâtiments historiques américain (en). Plusieurs bâtiments ont été restaurés, et deux sont partiellement ouverts aux visiteurs. Ces casernes restaurées exposent des uniformes et recréent les quartiers des troupes. Les quartiers de l'officier commandant ont plusieurs pièces restaurées et meublées. Les quartiers des officiers à proximité sont seulement stabilisés dans un état de « déclin stoppé (en) », avec des murs renforcés par de la maçonnerie et des poutres et liés ensemble par des tiges de renfort.
Un bâtiment de quartier-maître a été récemment reconstruit et les matériaux des maisons sont utilisés lors des reconstitutions de la vie des dragons et de la guerre de Sécession. Les sites des anciens bâtiments, prévus d'être reconstruits, sont marqués par des clôtures le long des limites des fondations. Un bureau du parc, contenant des expositions sur la vie des dragons et des toilettes, se trouve à l'extrémité orientale de la place d'armes près du parking de l'Interstate 5. Le terrain du parc comprend les casernes d'origine, où les soldats dormaient, et aussi la tombe de Peter Lebeck, qui est indiquée par un marqueur historique. La ville proche de Lebec est nommée en son honneur
Le fort Tejon est le lieu de reconstitutions fréquentes de la guerre de Sécession (en) organisées par l'association historique du fort Tejon

## Tremblement de terre de fort Tejon de 1857
Le tremblement de terre de fort Tejon est survenu vers 8 heures 20 du matin (heure du Pacifique) le 9 janvier 1857. Il rompt la faille de San Andreas sur une longueur d'environ 350 km, entre Parkfield et San Bernardino. Le déplacement le long de la faille va jusqu'à 9 m dans la plaine de Carrizo mais est moins important le long de la section de Palmdale de la faille, plus proche de Los Angeles. Le mouvement de la faille donne à ce tremblement de terre une magnitude de 7,9, comparable à celle au séisme de 1906 à San Francisco. Sur la base de la distribution (incertaine) des précurseurs de ce séisme, on suppose que le début de la rupture de la faille (l'épicentre) est situé dans la région entre Parkfield et Cholame, à environ 100 km au nord-ouest. Néanmoins, on l'appelle fréquemment le séisme de fort Tejon parce que c'est le lieu où il y a eu les plus grands dégâts, la majeure partie de la région étant inhabitée à l'époque.

## Références

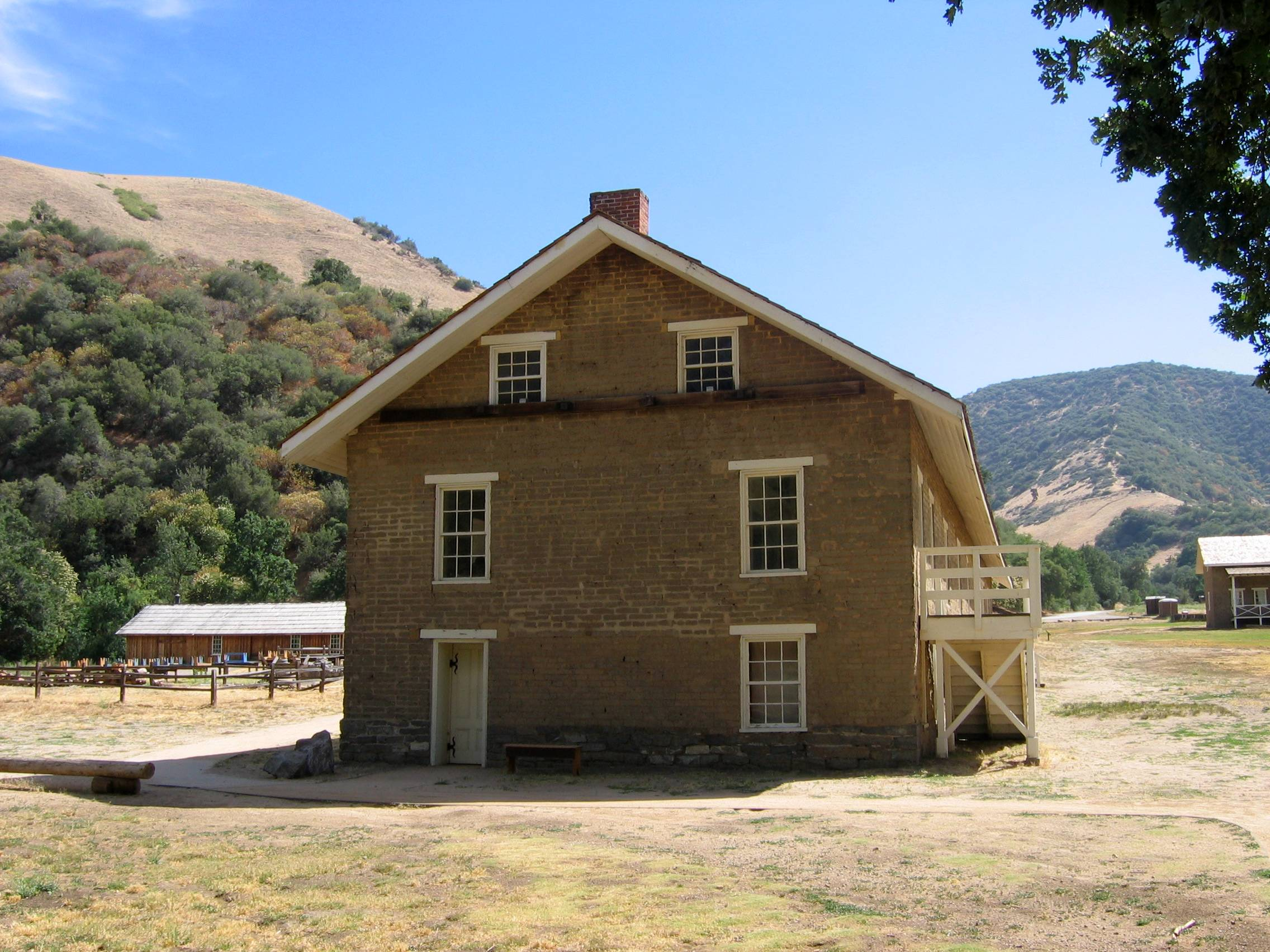
Bâtiment des casernes restaurées à l'extrémité orientale. Le mess/cuisine non reconstruit est indiqué par une clôture sur la gauche.
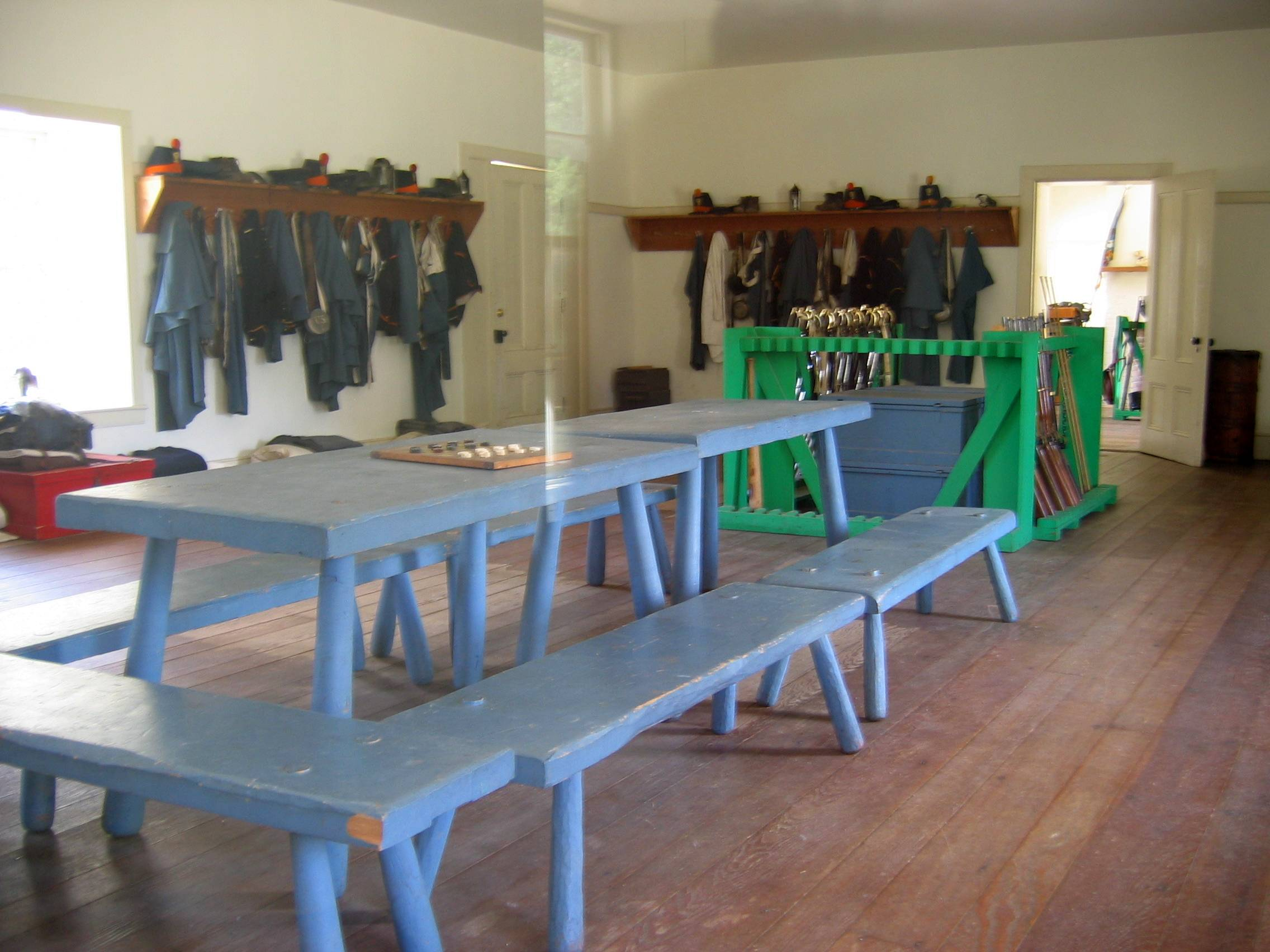
Intérieur des casernes montrant les quartiers des soldats.
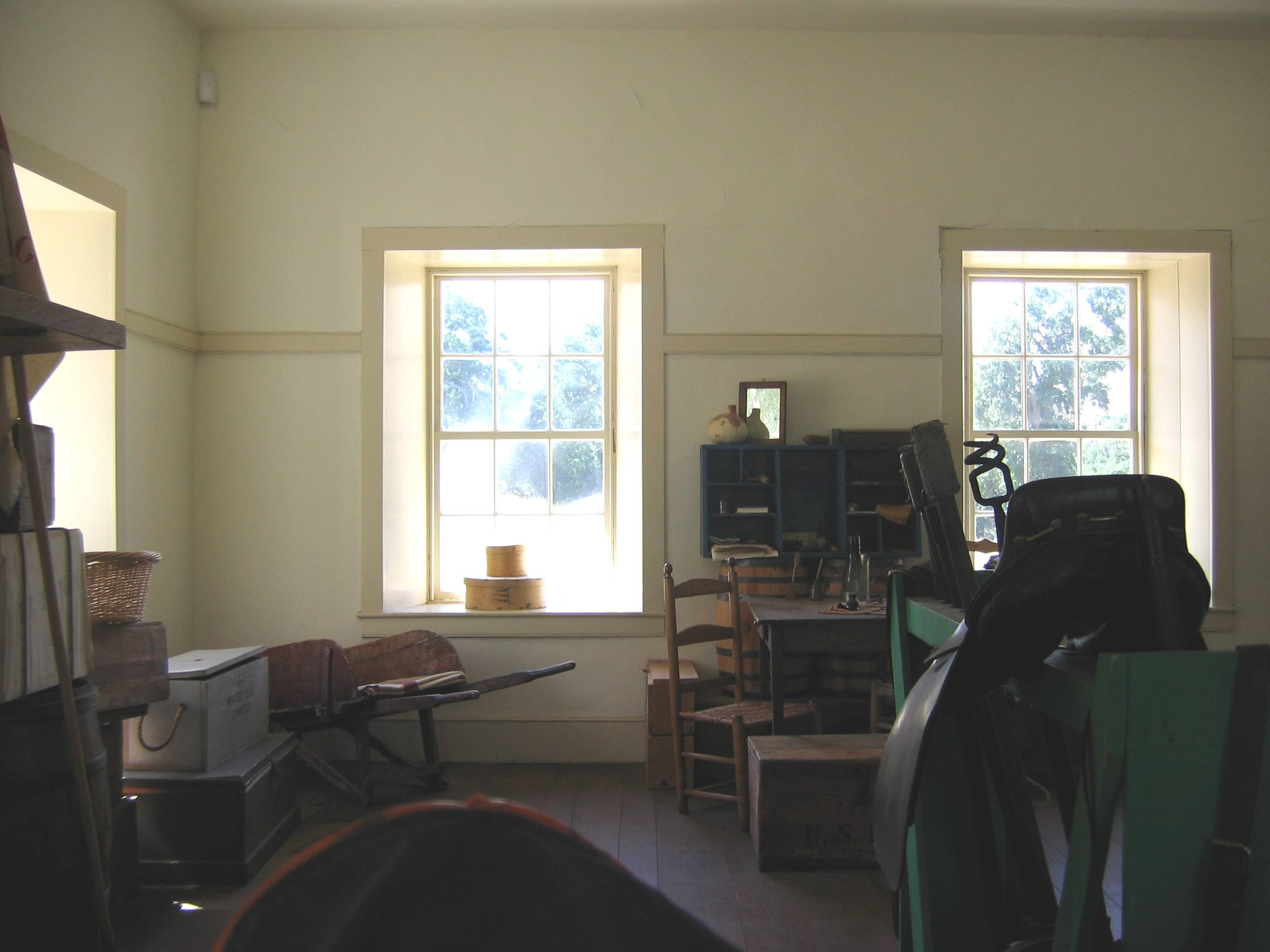
Salle dans les casernes.
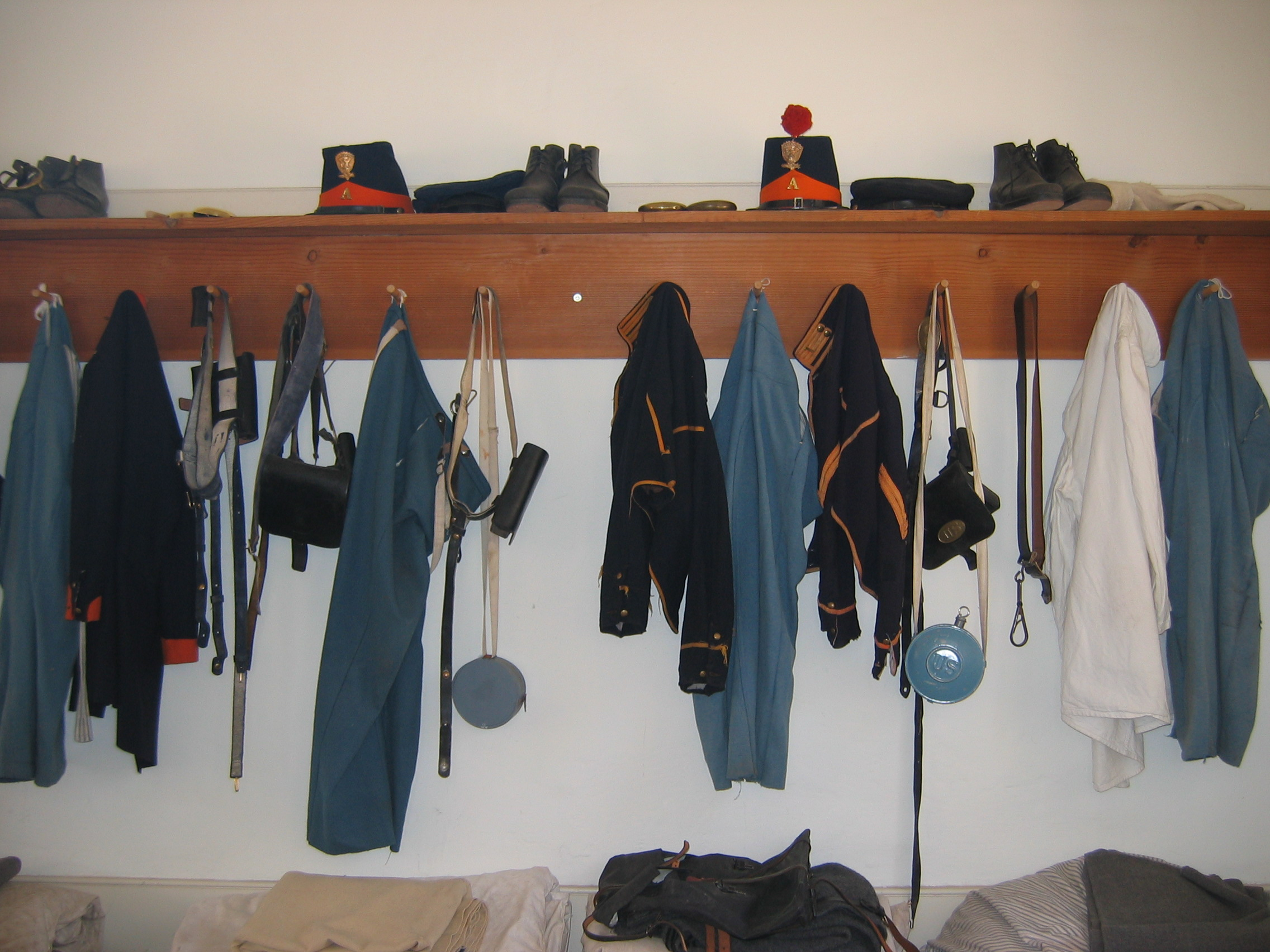
Accessoires d'uniforme exposés dans la salle.
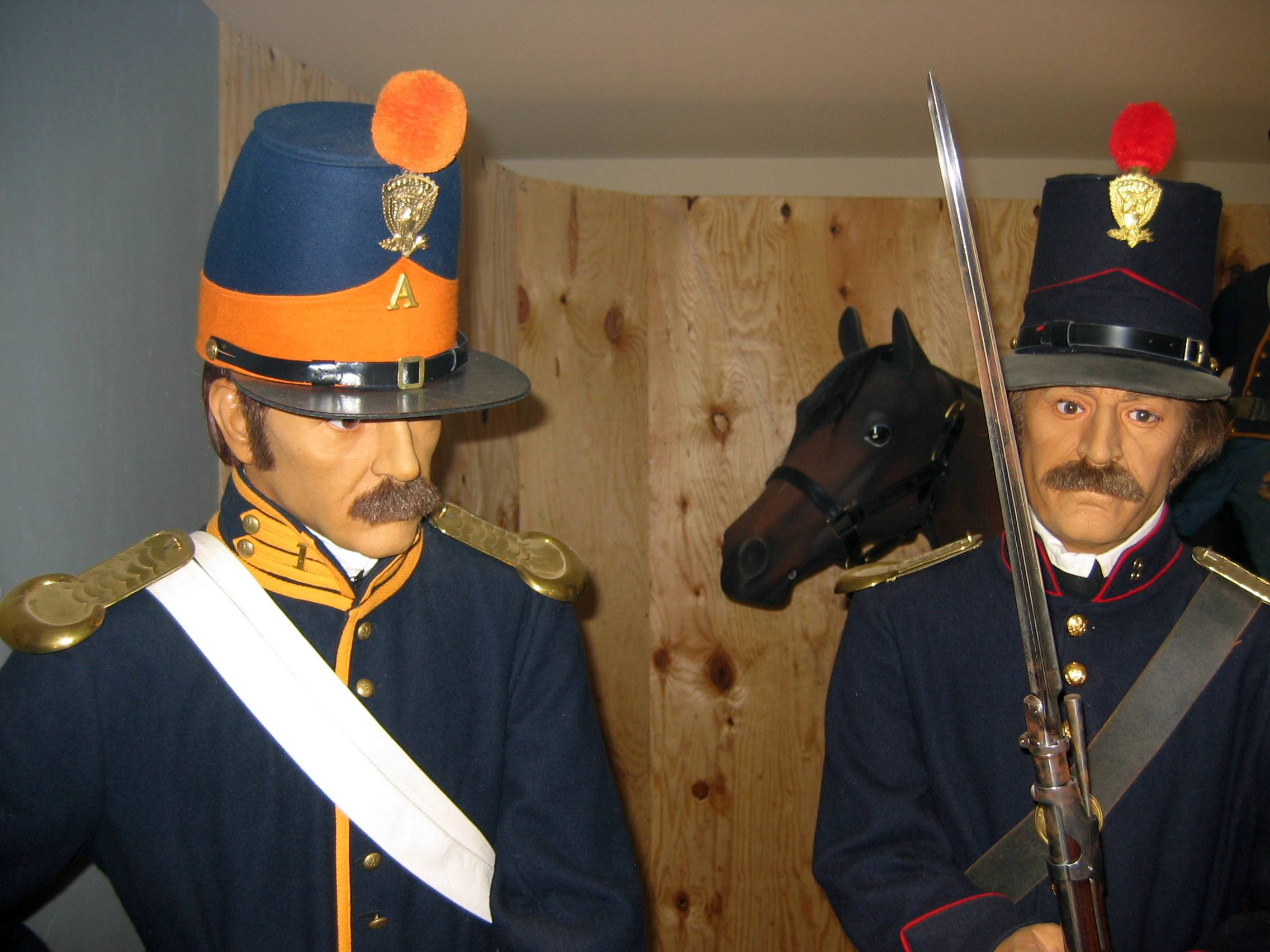
Un des nombreux uniformes exposés dans les casernes.
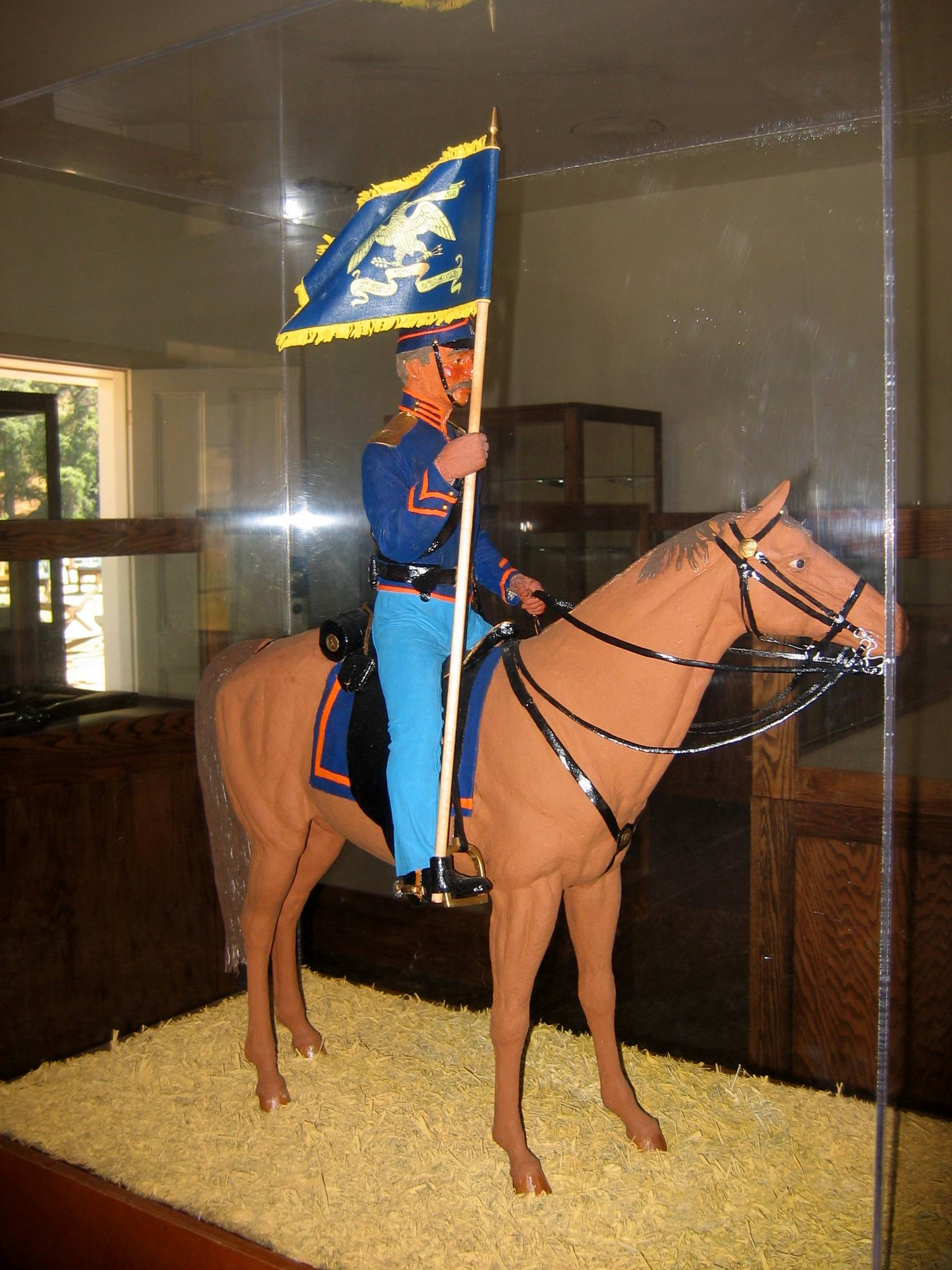
Mannequin d'un dragon dans les casernes.
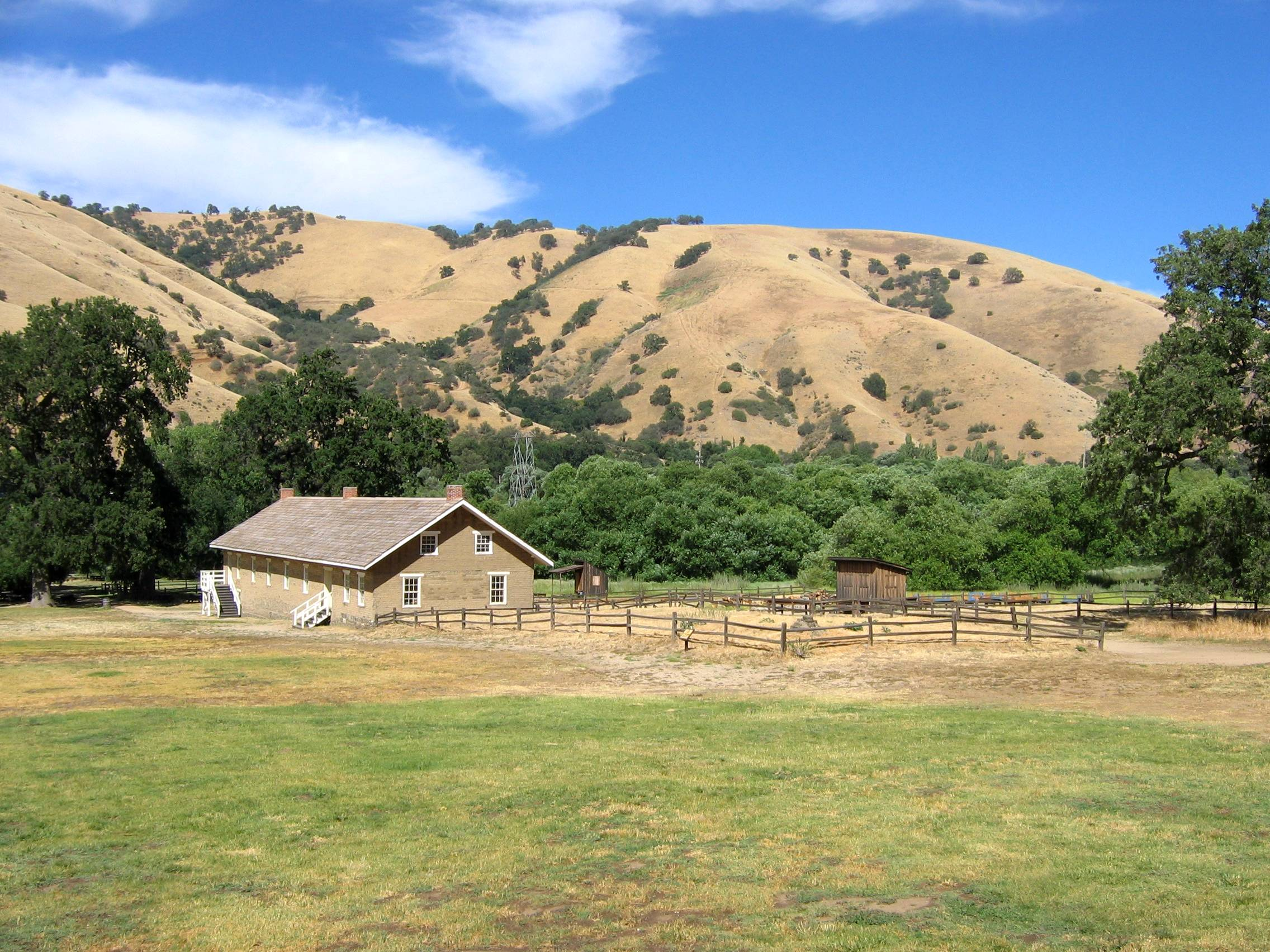
Vue des casernes du porche d'entrée du quartier de l'officier commandant. Les clôtures au bout des casernes montrent les limites des fondations d'une autre caserne non encore reconstruite.
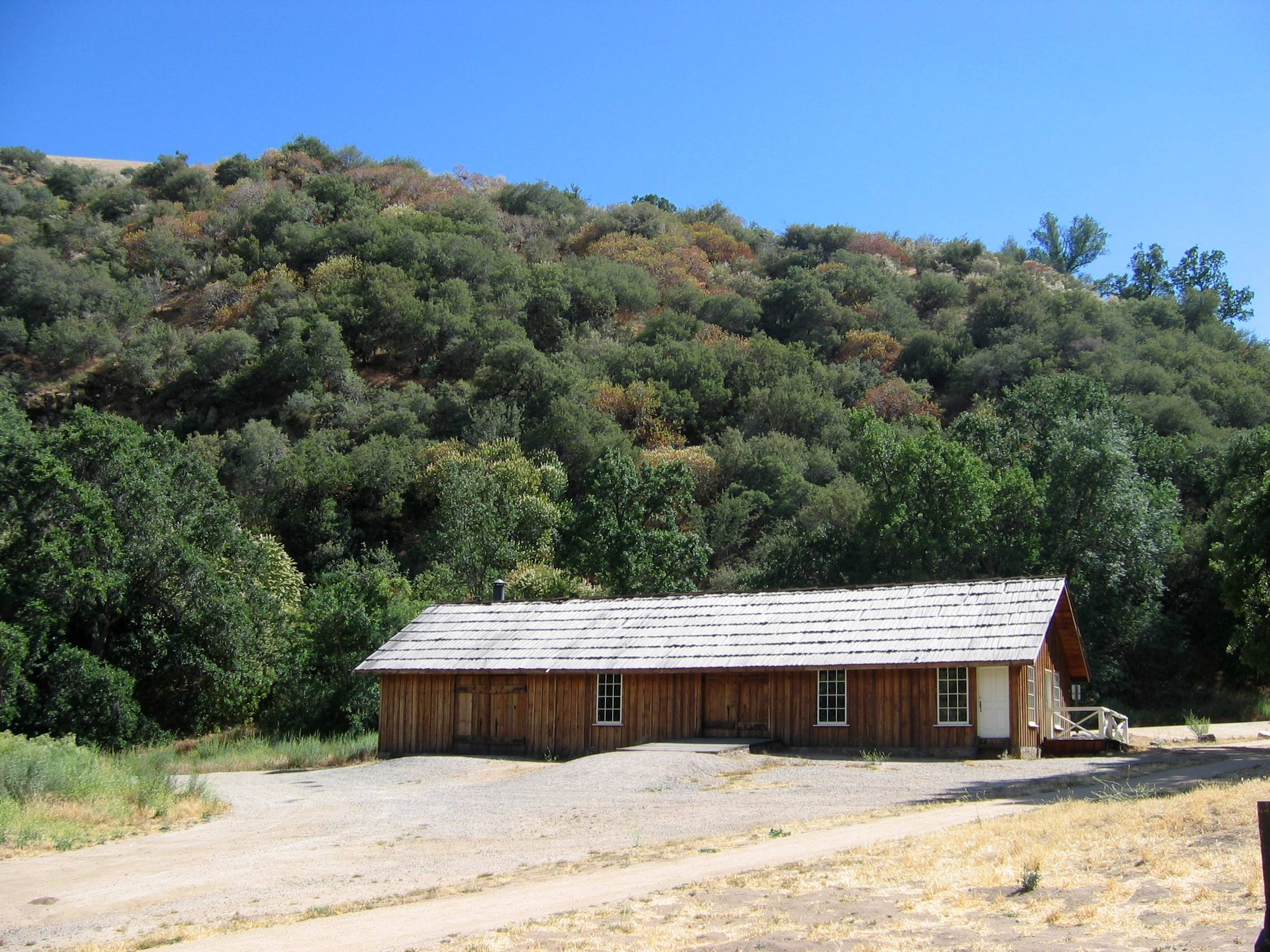
Bâtiment du quartier-maître.
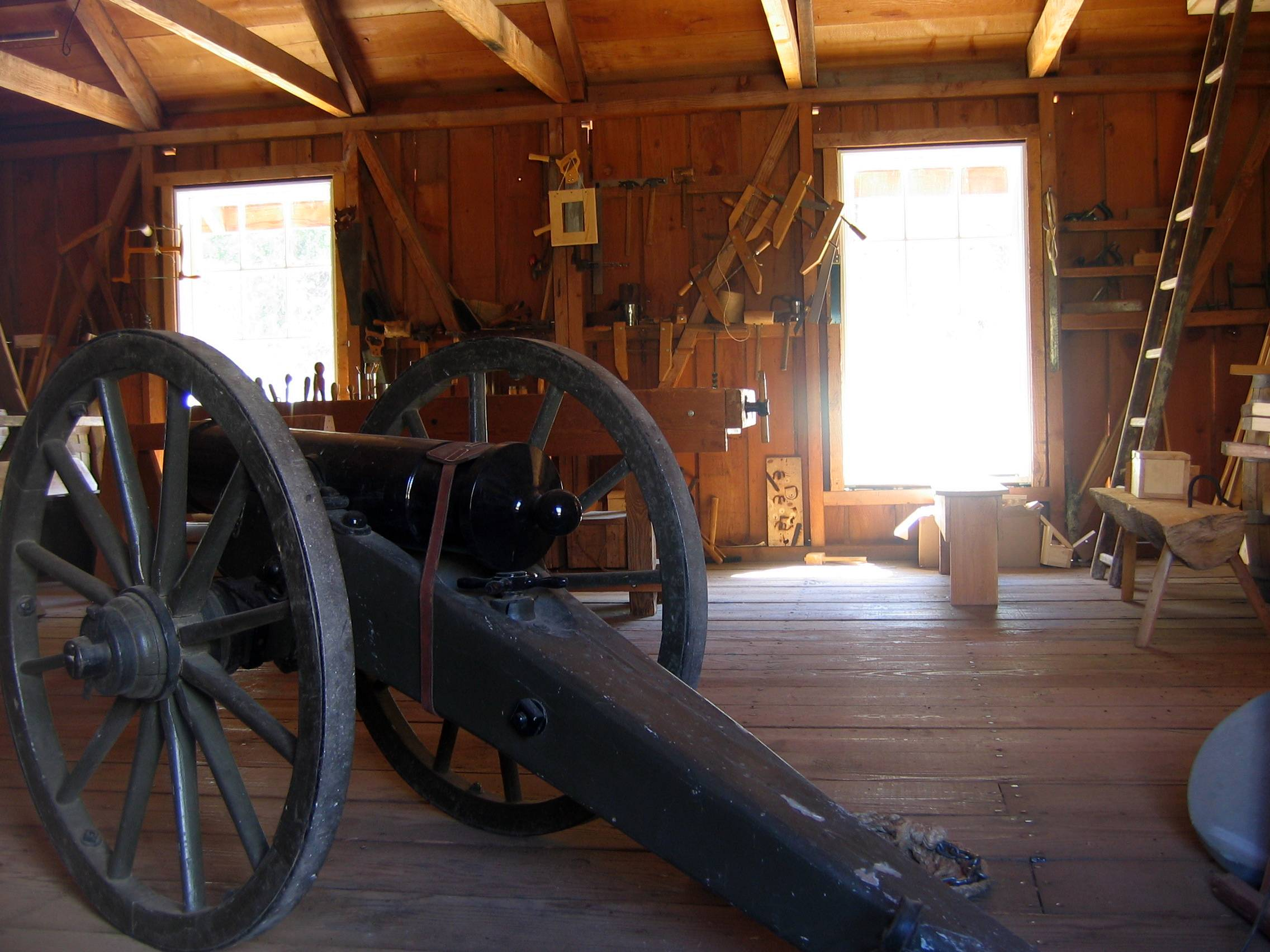
Intérieur du bâtiment du quartier-maître montrant l'équipement utilisé pour les reconstitutions des dragons de la guerre de Sécession réalisées à fort Tejon.
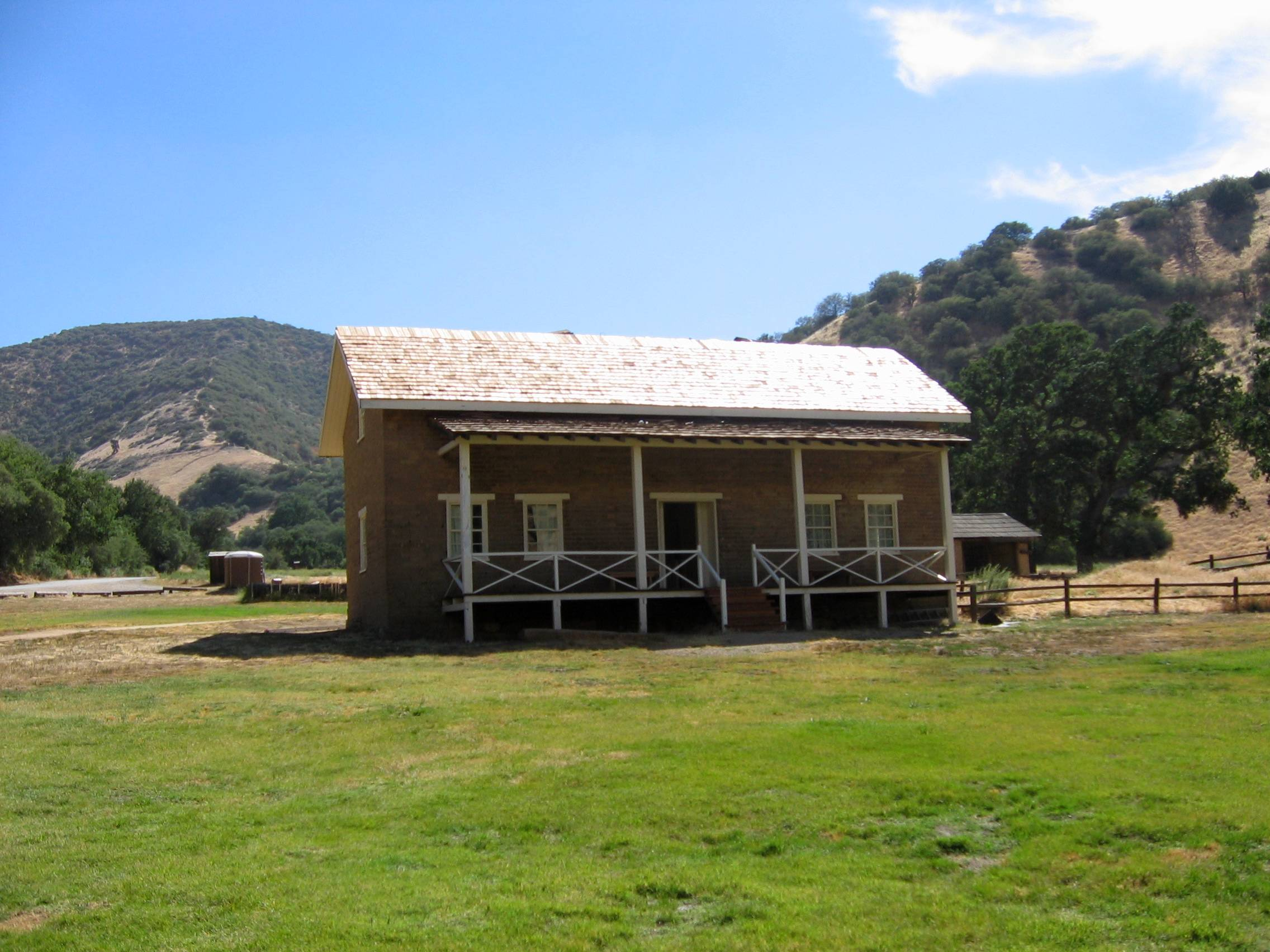
Quartier de l'officier commandant restauré.
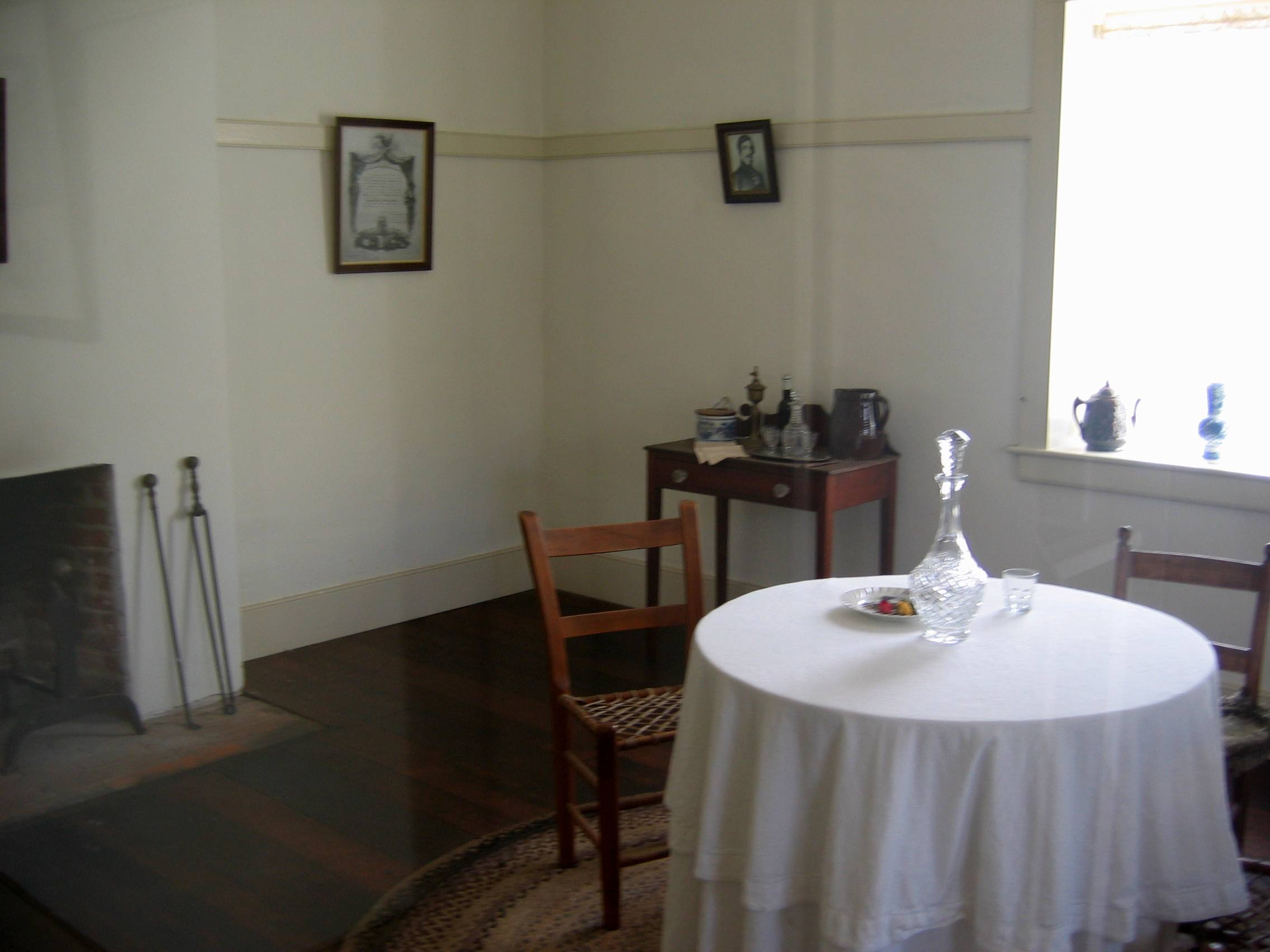
Salle meublée du quartier de l'officier commandant.
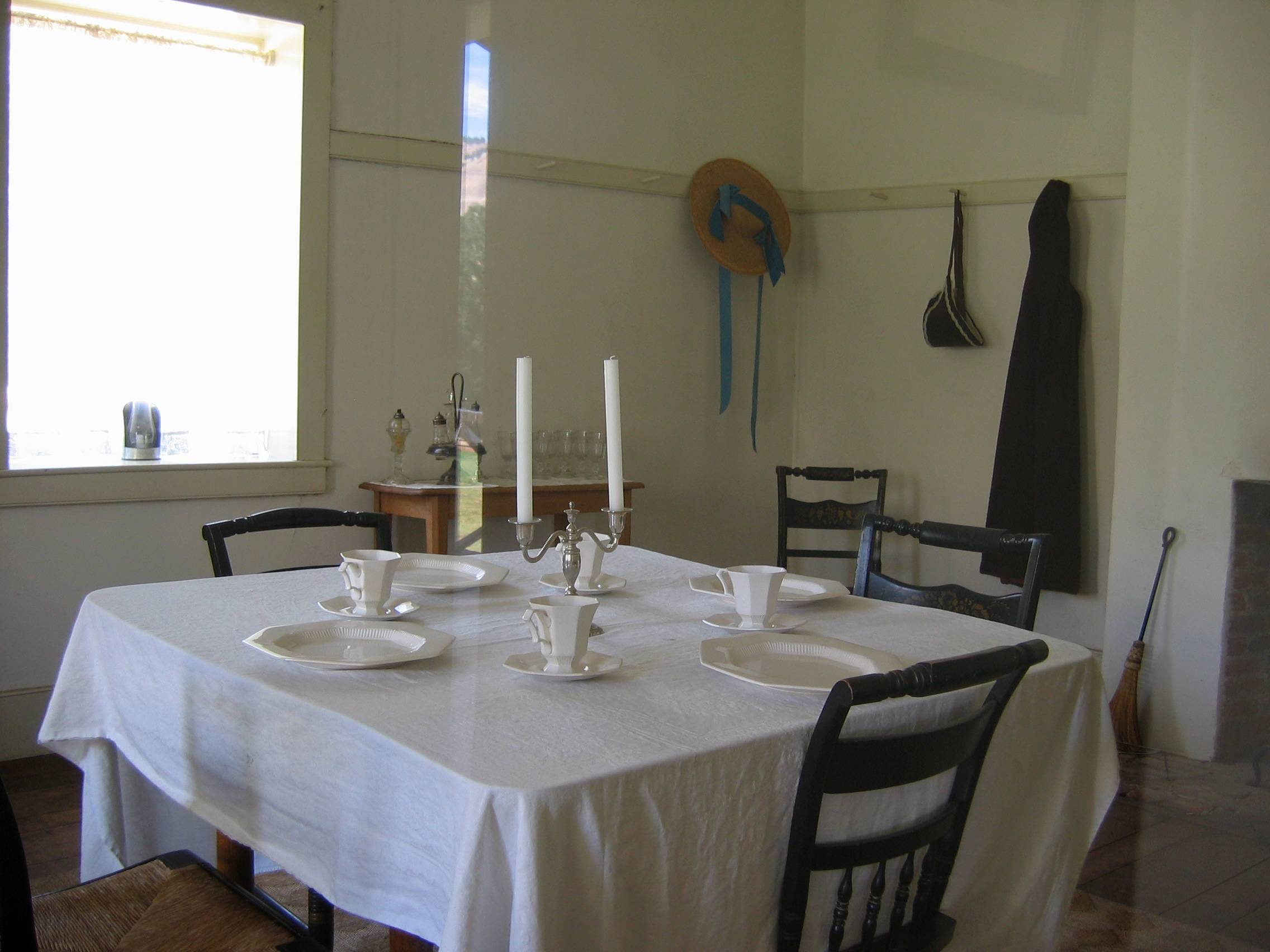
Salle de dîner dans le quartier de l'officier commandant.
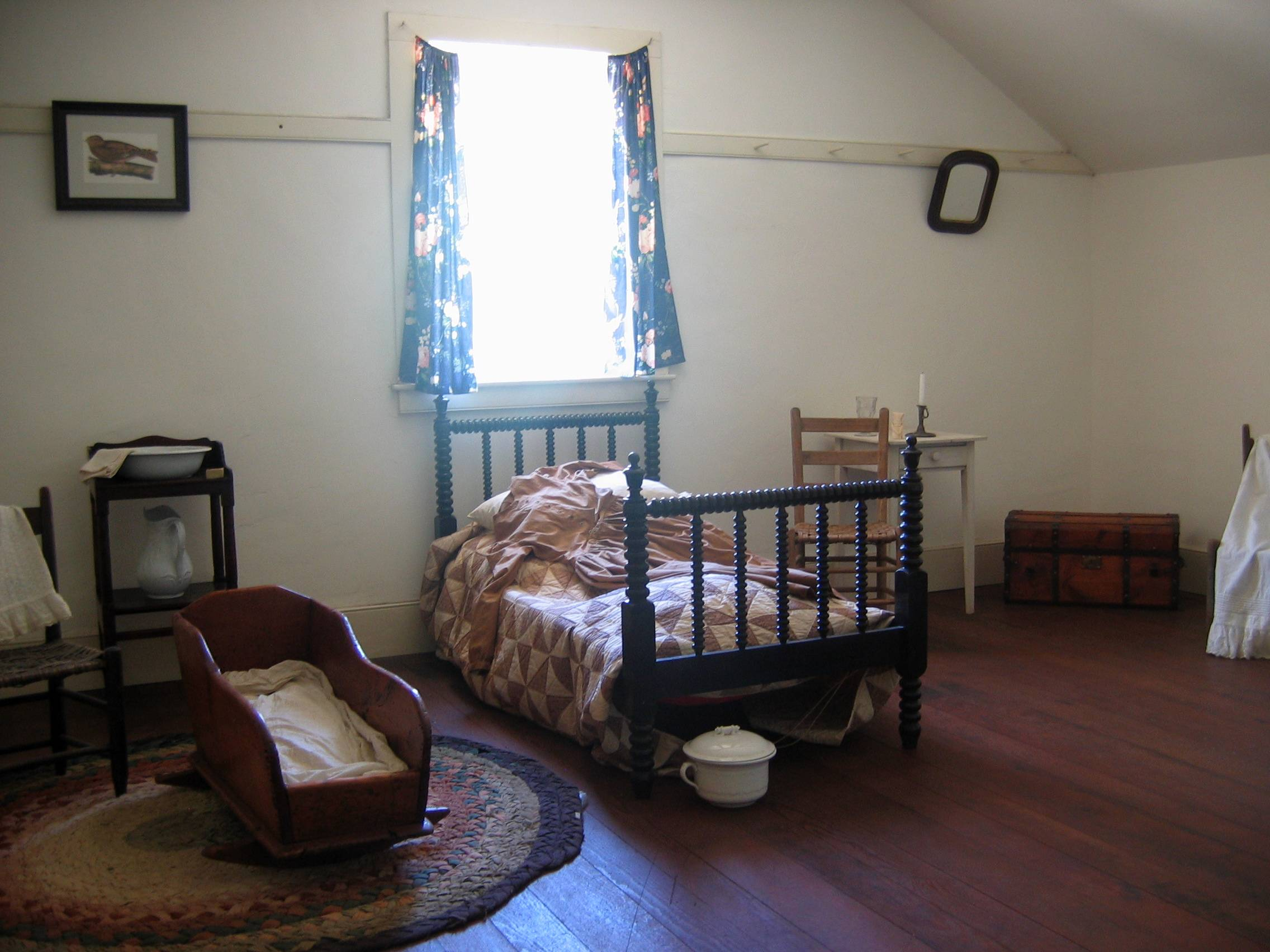
Chambre pour les enfants et la servante au second étage de quartier de l'officier commandant.
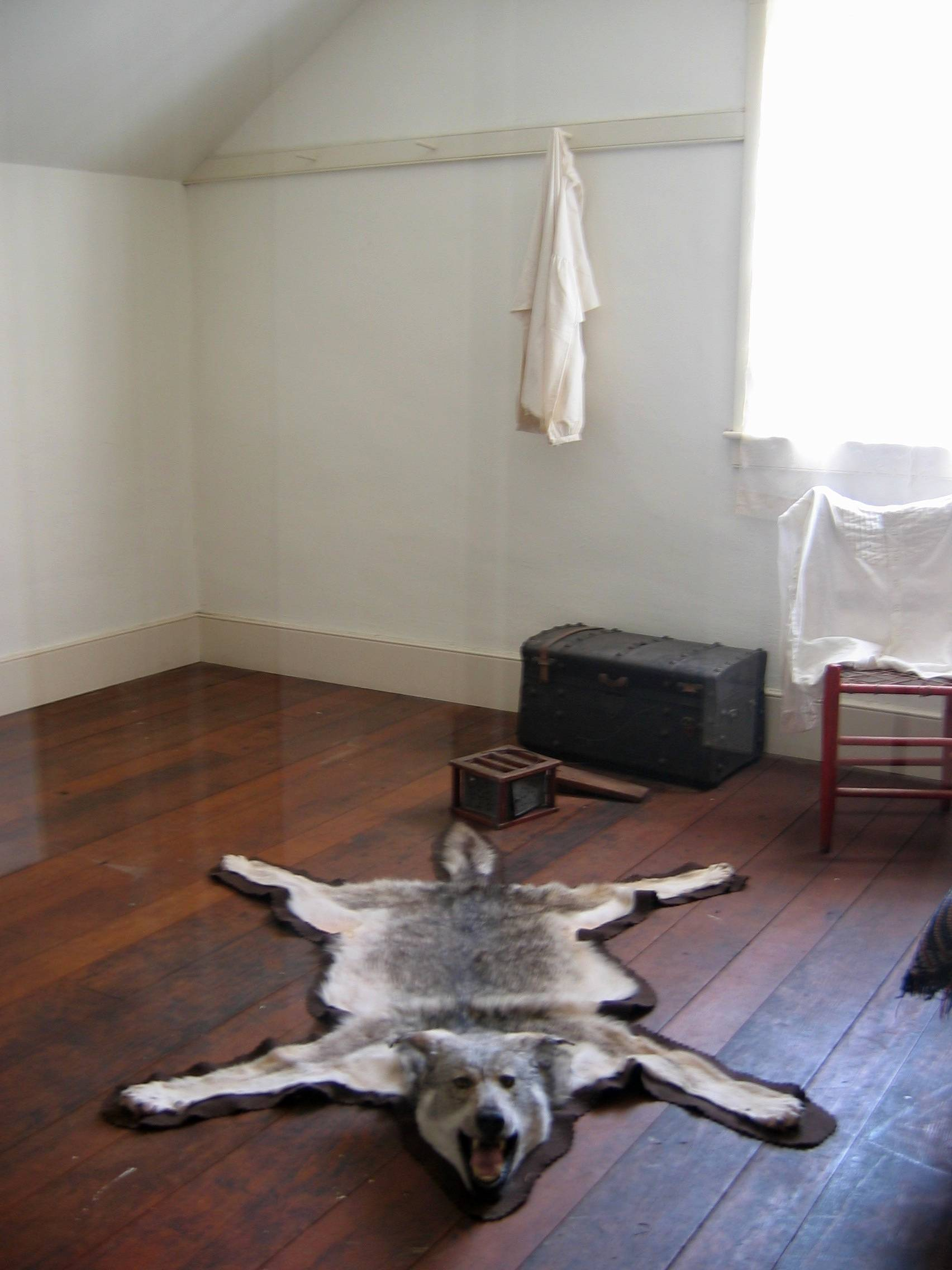
Fourrure de loup dans la chambre d'adulte au second étage du quartier de l'officier commandant.
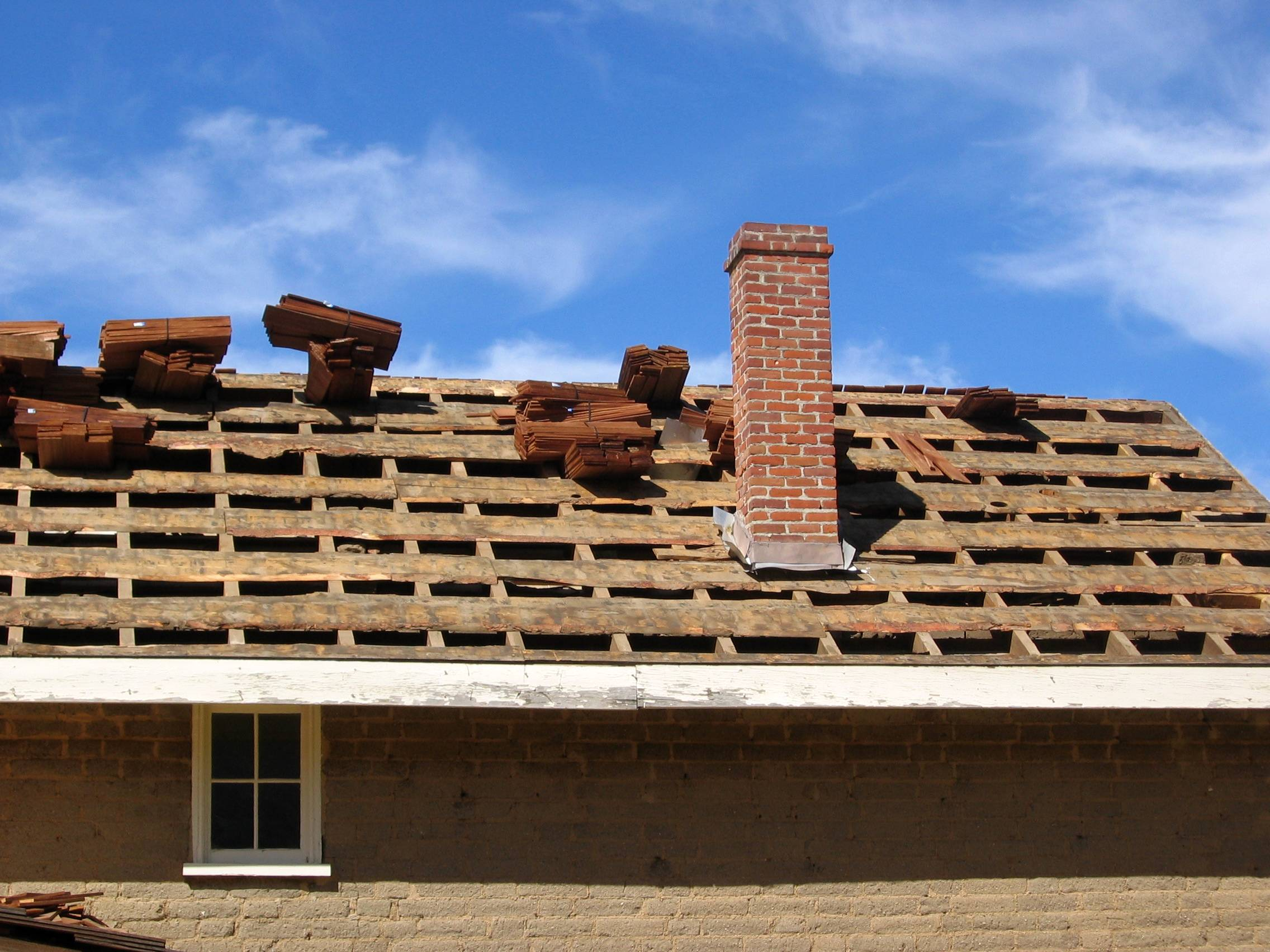
Toiture des quartiers de l'officier commandant recevant de nouveaux bardeaux et montrant les détails de la construction de la toiture.
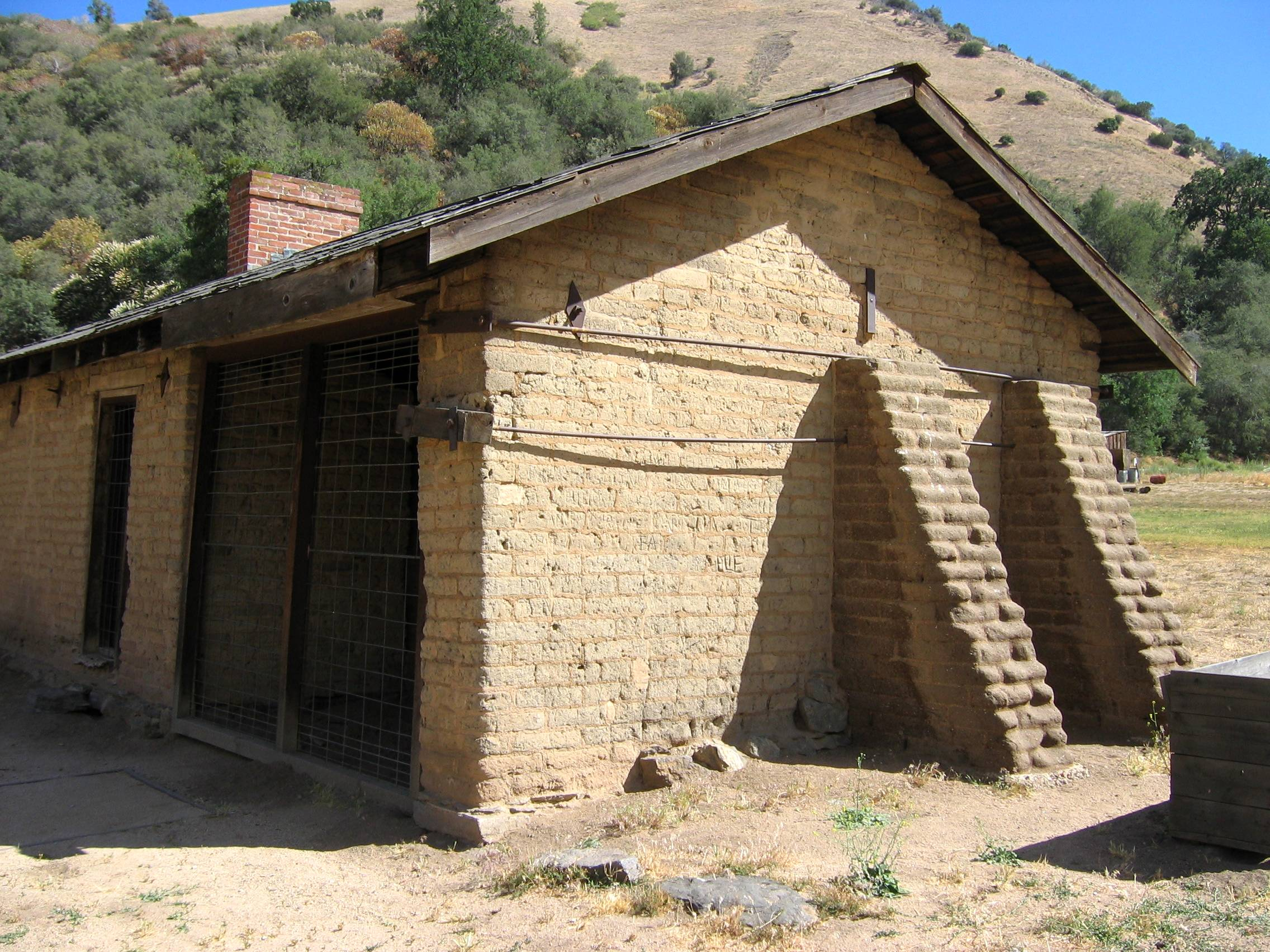
Quartier des officiers. Ce bâtiment est stabilisé mais non restauré, et n'est pas ouvert au public. Les intérieurs peuvent être vus à travers un grillage.
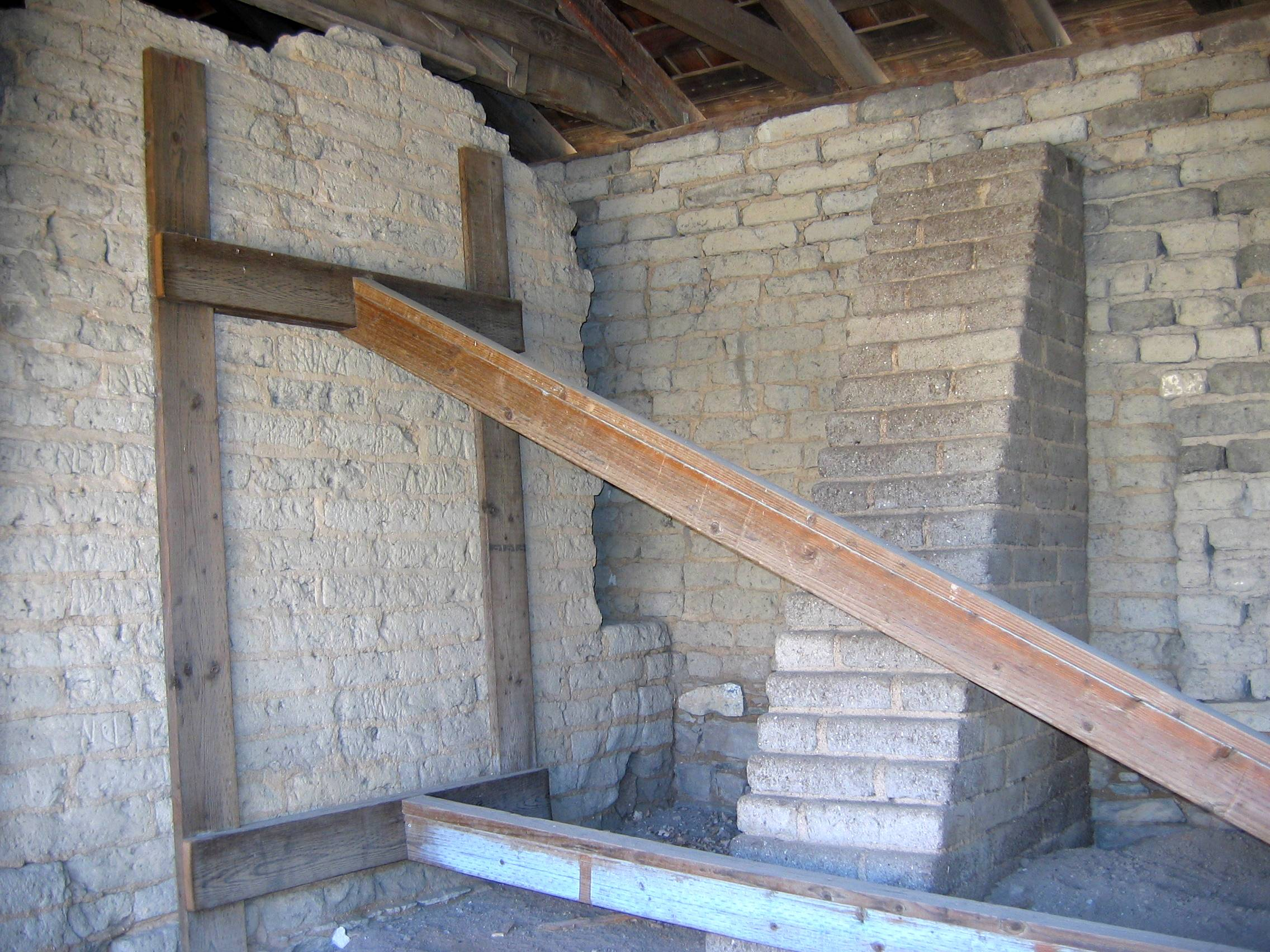
Détail montrant le contreventement du mur intérieur nécessaire pour stabiliser la structure du quartier des officiers.